# Típuselkerülési tétel
A matematikai logikában, közelebbről a modellelméletben a szaturált modellek az összes elég „kis” számosságú X részhalmazból építkező X-típust megvalósítják. A fogalom ellenpontja bizonyos szempontból, amikor egy teljes típust ki nem elégítő modelleket keresünk. Ilyen modellek létezéséről szól a típuselkerülési tétel.

## Típuselkerülés és megvalósítás
Ha egy T teljes elsőrendű elmélet, és {\displaystyle {\mbox{ }}_{\vartheta (x_{1},...,x_{n_{m}})}} konzisztens T-vel, akkor
{\displaystyle T\cup \{(\exists {\overline {x}})\vartheta ({\overline {x}})\}}
konzisztens. Ha ráadásul {\displaystyle {\mbox{ }}_{\vartheta (x_{1},...,x_{n})}} generálja {\displaystyle {\mbox{ }}_{\Gamma (x_{1},...,x_{n})}} formulaosztályát, azaz minden {\displaystyle {\mbox{ }}_{\psi (x_{1},...,x_{n})\in \Gamma (x_{1},...,x_{n})}} formulára
{\displaystyle T\models (\forall {\overline {x}})\vartheta ({\overline {x}})\rightarrow \psi ({\overline {x}})},
akkor T minden modellje megvalósítja {\displaystyle {\mbox{ }}_{\Gamma (x_{1},...,x_{n})}}-t. Kontraponálva, ha a {\displaystyle {\mbox{ }}_{\Gamma (x_{1},...,x_{n})}}-t T elkerüli, akkor lokálisan is elkerüli. Ennek a viszonylag egyszerű megállapításnak a fordítottja is igaz (ráadásul nem is kell, hogy T teljes legyen).

## Típuselkerülési tétel
Legyen T elsőrendű elmélet, minden m természetes számra {\displaystyle {\mbox{ }}_{\Gamma _{m}(x_{1},...,x_{n_{m}})}} formulahalmaz T nyelvén. Ha
(1) T nyelve megszámlálható,
(2) T konzisztens és
(3) minden m-re T lokálisan elkerüli a {\displaystyle {\mbox{ }}_{\Gamma _{m}(x_{1},...,x_{n_{m}})}} formulahalmazt, akkor
létezik T-nek olyan megszámlálható modellje, mely minden m természetes számra elkerüli a {\displaystyle {\mbox{ }}_{\Gamma _{m}(x_{1},...,x_{n_{m}})}} formulahalmazt.

## Bizonyítás

### A konstrukció
Ha L a T nyelve, akkor konstruálni fogunk az L-nek olyan L+ és a T-nek olyan L+ feletti T+ bővítését, mely elmélet kanonikus modelljének L reduktuma a kívánt tulajdonságú. Megadunk véges elméletek olyan megszámlálható
{\displaystyle T_{0}\subseteq T_{1}\subseteq ...\subseteq T_{i}...}
láncolatát, melynek T-vel vett uniója a T+-t adja:
{\displaystyle T^{+}=T\cup \bigcup \limits _{i=0}^{\infty }T_{i}}
T+-t úgy fogjuk megkonstruálni, hogy teljesítse a következő kitételeket:
1) T+ teljes, azaz minden az L+ nyelven felírt mondat vagy negáltja T+-beli.
2) tetszőleges φ(x) egyváltozós formulára, ha a (∃x)φ(x) formula T+-beli, akkor legyen megszámlálhatóan végtelen sok különböző új ck konstansjel, hogy φ(ck) is T+-beli
3) minden m-re és minden ismétlésmentes L+\L-beli {\displaystyle {\mbox{ }}_{(c_{1},...,c_{n_{m}})}} konstanssorozatra legyen olyan {\displaystyle {\mbox{ }}_{\gamma (x_{1},...,x_{n_{m}})\in \Gamma _{m}}} formula, hogy
{\displaystyle \neg \gamma (c_{1},...,c_{n_{m}})\in T^{+}}

### Fő gondolat
Ha T ezeket mutatja, akkor készen vagyunk. Legyen ugyanis {\displaystyle {\mbox{ }}_{\mathfrak {A}}} a T+ kanonikus modellje. Ismert, hogy egy teljes elmélet a kanonikus modellje valóban modellje az elméletnek, ha minden egyváltozós, levezethető egzisztenciális (∃x)φ(x) formula esetén létezik a nyelvnek olyan t zárt termje, mellyel a φ(t) mondat levezethető. Ezt T+ tudja, mert 1) miatt teljes és 2) pont az előző kitételt állítja. Így {\displaystyle {\mbox{ }}_{\mathfrak {A}}} a részelméletnek is modellje, ill. {\displaystyle {\mbox{ }}_{\mathfrak {A}}} L reduktuma is modellje T-nek.
Belátjuk T elkerülési tulajdonságot. A modell univerzumának elemei (lényegében) zárt termek. De minden zárt t term esetén a (∃x)(x=t) egzisztenciális kijelentés márcsak logikai okokból is levezethető, így 2) miatt lesz végtelen sok ck új konstans, amire ck=t is T+-beli. Legyen m tetszőleges természetes szám. Az kell, hogy akárhogy is vegyünk {\displaystyle {\mbox{ }}_{(a_{1},...,a_{n_{m}})}} véges sorozatot {\displaystyle {\mbox{ }}_{\mathfrak {A}}} univerzumából, legyen olyan Γm-beli formula, mely hamis az {\displaystyle {\mbox{ }}_{(a_{1},...,a_{n_{m}})}} értékelés szerint. Az előbbi, zárt termekre vonatkozó megjegyzés miatt {\displaystyle {\mbox{ }}_{(a_{1},...,a_{n_{m}})}}-t megnevezi egy ismétlésmentes konstanssorozat, {\displaystyle {\mbox{ }}_{(c_{1},...,c_{n_{m}})}}. Ehhez 3) miatt van {\displaystyle {\mbox{ }}_{\gamma (x_{1},...,x_{n_{m}})\in \Gamma _{m}}} formula, hogy {\displaystyle {\mbox{ }}_{\neg \gamma (c_{1},...,c_{n_{m}})\in T^{+}}}. Világos, hogy akkor
{\displaystyle \gamma (x_{1},...,x_{n_{m}})}
nem lehet konzisztens T-vel, mert {\displaystyle {\mbox{ }}_{(a_{1},...,a_{n_{m}})}} mutatja, hogy {\displaystyle {\mbox{ }}_{\mathfrak {A}}}-ban igaz a
{\displaystyle \neg (\exists (x_{1},...,x_{n_{m}}))\gamma (x_{1},...,x_{n_{m}})}
formula.

### A „szakértős” konstrukció
Azt, hogy létezik T+, mely teljesíti 1), 2), 3)-at a W. Hodeges által papírra vetett, de a modellelmélészek körében közismert módszerrel látjuk be.